# TrackMania DS
TrackMania DS, een versie van TrackMania voor de Nintendo DS, is in november 2008 door Firebrand Games in Europa uitgebracht. Het is, net als bij de versies voor de PC, mogelijk om eigen banen, auto's en andere dingen te maken. Er is ook een multiplayer-modus in het spel.
Er zijn vele opties om banen te maken. Ook is er een shop om onderdelen van banen te kopen met punten die de speler kan verdienen tijdens het racen. Verder kan de speler eenvoudig het uiterlijk van auto's wisselen.

## Trivia
- Het spel is opgenomen in het boek 1001 Video Games You Must Play Before You Die van Tony Mott.